# Valentina Casaroli
Valentina Casaroli (Roma, 9 luglio 1993) è una calciatrice italiana, di ruolo portiere.

## Carriera

### Club
Cresciuta nell'Eurnova, Casaroli, appena quindicenne, viene aggregata alla squadra titolare che disputa la Serie B 2008-2009, allora terzo livello del campionato italiano femminile di calcio.
Dopo aver iniziato con l'Eurnova la stagione successiva, durante la sessione invernale di calciomercato si trasferisce alla Roma Calcio Femminile per affrontare la seconda parte della stagione 2009-2010, facendo un doppio salto di categoria e debuttando in Serie A il 19 dicembre 2009 contro la Fiamma Monza, nella vittoria esterna delle giallorosse per 2-1. Qui rimane per altre due stagioni, collezionando 53 presenze in campionato, chiuso per la Roma per i primi due, con Giampiero Serafini in panchina, al 6º posto e il difficilissimo 2011-2012, affidato alla futura CT delle azzurrine Under-23 Selena Mazzantini, al 14º e ultimo posto, con conseguente retrocessione in Serie A2.
Nell'estate 2012 decide di lasciare la squadra della Capitale per trasferirsi al Napoli, rimanendo così a giocare nel campionato di vertice della piramide calcistica femminile italiana. Con le azzurre debutta in campionato il 29 settembre 2012, nella sconfitta per 1-0 sul campo del Mozzanica Durante la stagione 2012-2013, a disposizione del tecnico Geppino Marino, si alterna tra i pali con la rumena Sabina Radu, maturando nel corso del campionato 16 presenze e incassando 19 reti, rimediando anche un cartellino giallo, mentre in Coppa Italia Marino le preferisce la compagna di ruolo, giocando solo un incontro sui 5 disputati dalla sua squadra prima dell'eliminazione, in semifinale, da parte del Graphistudio Tavagnacco. Il bilancio della stagione partenopea è da considerarsi molto positivo, con la squadra che, oltre ad arrivare a un passo dalla finale di Coppa, chiude il campionato al 5º posto.
Al termine della stagione decide di far ritorno alla Roma C.F., iscritta per la stagione 2013-2014 alla Serie B tornata ad essere, dopo la riforma del campionato italiano di categoria e la soppressione della Serie A2, il secondo livello nazionale. Il sodalizio con la storica squadra di Roma prosegue per cinque stagioni, giocate tutte ad alti livelli e dove in campionato, iscritta nel girone D riservato all'arte territoriale del centro-sud Italia, giunge per quattro volte consecutive al 2º posto e nella stagione 2017-2018 prima del suo girone, avendo così l'opportunità di giocare il doppio spareggio promozione per ottenere, fallendolo, il ritorno in Serie A della squadra capitolina. In questo periodo Casaroli resta sempre portiere titolare, maturando 102 presenze che, sommate alle sue due prima stagioni e mezza arrivano a 155 e che segnavano la 100 presenza con la Roma già nel corso della stagione 2014-2015.
Con la decisione di entrare direttamente nel campionato femminile, prima dell'inizio della stagione 2018-2019 l'A.S. Roma acquista il titolo sportivo dalla Res Roma, invitandola a unirsi alla rosa della nuova squadra femminile. Nelle due stagioni in cui rimane Casaroli non trova spazio se non nella stagione di Coppa Italia 2018-2019, per lei solo 3 presenze, con il tecnico Elisabetta Bavagnoli che le preferisce l'esperto portiere della nazionale Rosalia Pipitone nella prima, e l'italorumena Camelia Ceasar nella seconda.
Al termine della stagione decide così di lasciare l'A.S. Roma per tornare, per la terza volta, alla storica Roma Calcio Femminile, dove torna a essere il portiere titolare, restando comunque legata all'A.S. Roma che la incarica di allenare la formazione Under-13 della sua vecchia società.

### Nazionale
Grazie alle prestazioni espresse in campionato Casaroli inizia a essere convocata dalla Federcalcio italiana dal 2009, inizialmente per indossare la maglia della formazione Under-17, facendo il suo esordio il 23 settembre di quell'anno nell'amichevole disputata a San Giuliano Terme contro le pari età della Scozia. Con la maglia delle Azzurrine U-17, tra il 2009 e il 2012  colleziona complessivamente tre presenze, tutte in amichevole.
Nel frattempo viene selezionata anche per l'Under-19, chiamata dal coordinatore delle squadre nazionali giovanili femminili Corrado Corradini per valutare la rosa delle giocatrici che affronteranno la fase finale dell'Europeo casalingo, con la quale scende in campo per la prima volta, ancora in amichevole, il 9 febbraio 2011, nell'incontro pareggiato per 1-1 con le avversarie dell'Austria. Inserita infine nella rosa delle 20 calciatrici per l'Europeo di Italia 2011, dopo aver partecipato alla selezione che disputa il Torneo di La Manga, ha l'occasione di collezionare la sua prima presenza in una partita ufficiale UEFA, scendendo tra i pali da titolare nel terzo incontro del girone A della fase a gironi, vinto per 3-1 sul Belgio, festeggiando poi il passaggio del turno e, pur perdendo per 3-2 la combattuta semifinale con la Norvegia, grazie a questo risultato il diritto di disputare, con una formazione Under-20, il Mondiale del Giappone 2012.
Nell'estate successiva Corradini la convoca nel raduno che dovrà stabilire la formazione dell'Under-20 in partenza per il Giappone. Inserita in rosa da Corradini come terzo portiere, vice della titolare Chiara Valzolgher e del secondo Laura Giuliani, Casaroli condivide con le compagne il percorso dell'Italia che, inserita nel gruppo B con Brasile, Corea del Sud e Nigeria, non riesce a essere sufficientemente competitiva, riuscendo a conquistare un solo punto nel pareggio per 1-1 dell'incontro inaugurale con le sudamericane, classificandosi all'ultimo posto della fase a gironi e venendo di conseguenza subito eliminata dal torneo.

## Statistiche

### Presenze e reti nei club
Statistiche aggiornate al 14 marzo 2021.
| Stagione                     | Squadra                      | Campionato                   | Campionato | Campionato | Coppe nazionali | Coppe nazionali | Coppe nazionali | Totale | Totale |
| Stagione                     | Squadra                      | Comp                         | Pres       | Reti       | Comp            | Pres            | Reti            | Pres   | Reti   |
| ---------------------------- | ---------------------------- | ---------------------------- | ---------- | ---------- | --------------- | --------------- | --------------- | ------ | ------ |
| 2008-2009                    | Eurnova                      | B                            | 16         | -24        | CI              | 3               | -7              | 19     | -31    |
| lug.-dic. 2009               | Eurnova                      | B                            | 3          | -2         | CI              | 2               | -6              | 5      | -8     |
| Totale Eurnova               | Totale Eurnova               | Totale Eurnova               | 19         | -26        |                 | 5               | -13             | 24     | -39    |
| dic. 2009-2010               | Roma Calcio Femminile        | A                            | 9          | -15        | CI              | 1               | -1              | 10     | -16    |
| 2010-2011                    | Roma Calcio Femminile        | A                            | 22         | -32        | CI              | 2               | -3              | 24     | -35    |
| 2011-2012                    | Roma Calcio Femminile        | A                            | 22         | -56        | CI              | 0               | 0               | 22     | -56    |
| 2012-2013                    | Napoli                       | A                            | 16         | -19        | CI              | 1               | 0               | 17     | -19    |
| 2013-2014                    | Roma Calcio Femminile        | B                            | 20         | -18        | CI              | 3               | -2              | 23     | -20    |
| 2014-2015                    | Roma Calcio Femminile        | B                            | 23         | -17        | CI              | 2               | -3              | 25     | -20    |
| 2015-2016                    | Roma Calcio Femminile        | B                            | 20         | -10        | CI              | -               | -               | 20     | -10    |
| 2016-2017                    | Roma Calcio Femminile        | B                            | 15         | -11        | CI              | -               | -               | 15     | -11    |
| 2017-2018                    | Roma Calcio Femminile        | B                            | 24+2       | -13-6      | CI              | -               | -               | 26     | -19    |
| 2018-2019                    | Roma                         | A                            | 0          | 0          | CI              | 3               | -5              | 3      | -5     |
| 2019-2020                    | Roma                         | A                            | 0          | 0          | CI              | 0               | 0               | 0      | 0      |
| Totale Roma                  | Totale Roma                  | Totale Roma                  | 0          | 0          |                 | 3               | -5              | 3      | -5     |
| 2020-2021                    | Roma Calcio Femminile        | B                            | 8          | -16        | CI              | ?               | ?               | 8+     | -16+   |
| 2021-2022                    | Roma Calcio Femminile        | B                            | 24         | -53        | CI              | ?               | ?               | 24+    | -53+   |
| Totale Roma Calcio Femminile | Totale Roma Calcio Femminile | Totale Roma Calcio Femminile | 189        | -247       |                 | 8+              | -9+             | 197+   | -256-  |
| Totale                       | Totale                       | Totale                       | 224        | -292       |                 | 17              | -27             | 241+   | -319+  |

### Cronologia presenze e reti in Nazionale
| Cronologia completa delle presenze e delle reti in nazionale ― Italia under 17 | Cronologia completa delle presenze e delle reti in nazionale ― Italia under 17 | Cronologia completa delle presenze e delle reti in nazionale ― Italia under 17 | Cronologia completa delle presenze e delle reti in nazionale ― Italia under 17 | Cronologia completa delle presenze e delle reti in nazionale ― Italia under 17 | Cronologia completa delle presenze e delle reti in nazionale ― Italia under 17 | Cronologia completa delle presenze e delle reti in nazionale ― Italia under 17 | Cronologia completa delle presenze e delle reti in nazionale ― Italia under 17 |
| Data                                                                           | Città                                                                          | In casa                                                                        | Risultato                                                                      | Ospiti                                                                         | Competizione                                                                   | Reti                                                                           | Note                                                                           |
| ------------------------------------------------------------------------------ | ------------------------------------------------------------------------------ | ------------------------------------------------------------------------------ | ------------------------------------------------------------------------------ | ------------------------------------------------------------------------------ | ------------------------------------------------------------------------------ | ------------------------------------------------------------------------------ | ------------------------------------------------------------------------------ |
| 23-4-2009                                                                      | San Giuliano Terme                                                             | Italia under 17                                                                | 3 – 1                                                                          | Scozia under 17                                                                | Amichevole                                                                     | -1                                                                             |                                                                                |
| 25-4-2009                                                                      | Castelfranco di Sotto                                                          | Italia under 17                                                                | 0 – 0                                                                          | Germania under 17                                                              | Amichevole                                                                     | -                                                                              |                                                                                |
| 19-5-2009                                                                      | Vivaro                                                                         | Italia under 17                                                                | 2 – 1                                                                          | Austria under 17                                                               | Amichevole                                                                     | -1                                                                             |                                                                                |
| Totale                                                                         |                                                                                | Presenze                                                                       | 3                                                                              |                                                                                | Reti                                                                           | -2                                                                             |                                                                                |

| Cronologia completa delle presenze e delle reti in nazionale ― Italia under 19 | Cronologia completa delle presenze e delle reti in nazionale ― Italia under 19 | Cronologia completa delle presenze e delle reti in nazionale ― Italia under 19 | Cronologia completa delle presenze e delle reti in nazionale ― Italia under 19 | Cronologia completa delle presenze e delle reti in nazionale ― Italia under 19 | Cronologia completa delle presenze e delle reti in nazionale ― Italia under 19 | Cronologia completa delle presenze e delle reti in nazionale ― Italia under 19 | Cronologia completa delle presenze e delle reti in nazionale ― Italia under 19 |
| Data                                                                           | Città                                                                          | In casa                                                                        | Risultato                                                                      | Ospiti                                                                         | Competizione                                                                   | Reti                                                                           | Note                                                                           |
| ------------------------------------------------------------------------------ | ------------------------------------------------------------------------------ | ------------------------------------------------------------------------------ | ------------------------------------------------------------------------------ | ------------------------------------------------------------------------------ | ------------------------------------------------------------------------------ | ------------------------------------------------------------------------------ | ------------------------------------------------------------------------------ |
| 9-2-2011                                                                       | Pordenone                                                                      | Italia under 19                                                                | 1 – 1                                                                          | Austria under 19                                                               | Amichevole                                                                     | -1                                                                             |                                                                                |
| 6-3-2011                                                                       | La Manga                                                                       | Italia under 19                                                                | 3 – 0                                                                          | Danimarca under 19                                                             | Torneo La Manga                                                                | -                                                                              |                                                                                |
| 5-6-2011                                                                       | Bellaria-Igea Marina                                                           | Belgio under 19                                                                | 1 – 3                                                                          | Italia under 19                                                                | Europeo under 19 2011 - Fase a gironi                                          | -1                                                                             |                                                                                |
| 17-9-2011                                                                      | Strumica                                                                       | Italia under 19                                                                | 7 – 0                                                                          | Armenia under 19                                                               | Qual. Europeo under 19 2012                                                    | -                                                                              |                                                                                |
| 6-3-2012                                                                       | La Manga                                                                       | Francia under 19                                                               | 0 – 4                                                                          | Italia under 19                                                                | Torneo La Manga                                                                | -                                                                              |                                                                                |
| Totale                                                                         |                                                                                | Presenze                                                                       | 5                                                                              |                                                                                | Reti                                                                           | -2                                                                             |                                                                                |